# Thalía en Concierto
Thalía Tour fue la primera gira nacional de conciertos de la cantante y actriz mexicana Thalía en promoción de sus primeros dos álbumes como solista Thalía (1990) y Mundo de cristal (1991). Con esta gira la cantante recorrió algunas ciudades de la República Mexicana.

## Repertorio
1. "Introducción"
2. "El Baile de Los Perros y Los Gatos"
3. "Libertad de Expresión"
4. "Aeróbico"
5. "Me Matas"
6. "Quinceañera"
7. "Medley":
  1. "Cien Años"
  2. "A la Orilla del Mar"(de Pedro Infante)
8. "De ti me Enamoré"
9. "Amor Eterno" (de Juan Gabriel)
10. "No se si es Amor" (de Timbiriche)
11. "Thali'sman (Talismán)"
12. "Mundo de Cristal"
13. "Saliva"
14. "Un Pacto entre los Dos"
15. "El Poder de tu Amor"
16. "Pienso en Ti"
17. "Sudor"
18. "Fuego Cruzado"
19. "En la Intimidad"
20. "Diamonds Are A Girl's Best Friend" (de Marilyn Monroe)
21. "Amarillo Azul"